# نهائي كأس رابطة الأندية الإنجليزية المحترفة 1997
نهائي كأس رابطة الأندية الإنجليزية المحترفة 1997 هي المباراة النهائية من منافسة كأس رابطة الأندية الإنجليزية المحترفة 1996–97، أقيمت المباراة في 16 أبريل 1997، في ملعب هيلزبره، بين فريقي ليستر سيتي، ونادي ميدلزبره، وفاز فيها ليستر سيتي، بعد أن هزم نادي ميدلزبره، بنتيجة 1 - 0، وكان حكم المباراة Martin Bodenham ‏.

## تفاصيل المباراة
لعبت المباراة النهائية في 16 أبريل 1997.
| ليستر سيتي | 1 -0 | نادي ميدلزبره |
| ---------- | ---- | ------------- |
|            |      |               |